# کتل کریک (کلرادو)
کتل کریک (به انگلیسی: Cattle Creek) یک منطقهٔ مسکونی در ایالات متحده آمریکا است که در کلرادو واقع شده‌است. کتل کریک ۳٫۳۶ کیلومتر مربع مساحت و ۶۴۱ نفر جمعیت دارد و ۱٬۸۳۷٫۹۷ متر بالاتر از سطح دریا واقع شده‌است.